# Kolumbán Mózes
Kolumbán Mózes (Felsőrákos, 1904. május 4. – Kolozsvár, 1973. május 29.) orvos, orvosi szakíró, műfordító.

## Életútja
Középiskolát Kolozsvárt (1924), orvosi egyetemet Bukarestben (1930) végzett. Mint katonaorvos kezdte pályáját, körorvos Olaszteleken (1940–46), a Marosvásárhelyi Orvosi és Gyógyszerészeti Egyetem (OGYI) adjunktusa, előadótanára (1946–63), majd a Belügyminisztérium egészségügyi szolgálatában dolgozott (1963–68), innen vonult nyugalomba. Az Orvosi Szemlében megjelent közleményei különlenyomatokban is forgalomba kerültek, így a tuberkulózis elleni küzdelem falusi megszervezéséről szóló értekezése (1960/2). Az egészségügyi szervezés egységes tankönyvének (Manual de organizare a sănătății publice) társszerzője.
Az Orosz könyv számára jeles orosz és szovjet írók műveinek fordításában vett részt. Kós Károllyal Gogol Iván Ivanovics és Iván Nikiforovics összeveszésének története, Lev Tolsztoj Úr és szolga és Sz. Zsurakovics Kiholja Podorján elbeszélései című művét (1954), Lovas Mártonnal Ovecskin Vidéki hétköznapok (1956) és Molnár Tiborral Jurij Tinyanov Nyesett szárnyak (1962) című regényét jegyezte fordítóként. Nacume Szószeki A kapu című művét japánból fordította az Európa Könyvkiadó számára (Budapest, 1962).